# Liste der Monuments historiques in Roupeldange
Die Liste der Monuments historiques in Roupeldange führt die Monuments historiques in der französischen Gemeinde Roupeldange auf.

## Liste der Objekte
| Bezeichnung                 | Beschreibung                                              | Standort                             | Kennzeichnung | Schutzstatus | Datum | Bild |
| --------------------------- | --------------------------------------------------------- | ------------------------------------ | ------------- | ------------ | ----- | ---- |
| Pferdegezogene Feuerspritze | für den Handbetrieb; 1896 bei Magirus gebaut; mit Zubehör | in der Mairie (Lage)                 | PM57000759    | Classé       | 2010  |      |
| Skulptur Heilige Brigitta   | Holz, 18. oder 19. Jahrhundert                            | in der Kirche Ste-Barbe (Lage)       | PM57001098    | Inscrit      | 2010  |      |
| Beichtstuhl                 | Eichenholz, 18. Jahrhundert                               | in der Kirche Ste-Barbe (Lage)       | PM57000290    | Classé       | 1982  |      |
| Kanzel                      | Eichenholz, 18. Jahrhundert                               | in der Kirche Ste-Barbe (Lage)       | PM57000289    | Classé       | 1982  |      |
| Skulptur Madonna mit Kind   | Holz, farbig gefasst, 18. Jahrhundert                     | in der Kirche Ste-Barbe (Lage)       | PM57000291    | Classé       | 1982  |      |
| Skulptur Heilige Barbara    | Kalkstein, 16. Jahrhundert; 1983 gestohlen                | außen an der Kirche Ste-Barbe (Lage) | PM57000292    | Classé       | 1982  |      |